# 진주 강수명 묘역
진주 강수명 묘역(晉州 姜壽明 墓域)은 대한민국 경상남도 진주시 명석면 우수리에 있는, 조선 태종 때 개성유수를 지낸 강수명과 그의 부인의 무덤이다. 1977년 12월 28일 경상남도의 기념물 제43호 우수리 방형 고분군으로 지정되었다가, 2018년 12월 20일 현재의 명칭으로 변경되었다.

## 개요
조선 태종 때 개성유수를 지낸 강수명과 그의 부인의 무덤이다.
무덤의 외형은 지대석·면석·갑석으로 마련된 호석 위에 흙으로 봉토를 쌓아 올린 것으로, 평면상 직사각형의 형태를 이루고 있다. 봉토의 사방으로는 평평한 돌을 직사각형 형태로 2줄 돌렸는데, 길이는 바깥쪽이 가로 12.5m·세로 7.3m, 안쪽이 가로 7.6m·세로 7.2m 정도이다. 봉분은 우선 가로 70cm·세로 30cm 정도의 깬돌과 같은 돌로 45cm 쌓아 올리고, 그 위에 흙으로 높이 70cm 정도의 봉토를 만들었다.
우수리 방형무덤은 조선왕조 무덤연구에 중요한 자료가 되고 있는 곳이다.

## 참고 자료
- 진양우수리방형고분군 - 국가유산청 국가유산포털